# ديفين ديفاسكويز
ديفين ديفاسكويز (بالإنجليزية: Devin DeVasquez)‏ هي عارضة وممثلة أمريكية، ولدت في 25 يونيو 1963 في الولايات المتحدة. من الجوائز التي نالتها بلاي بوي بلاي ميت سنة 1985.

## جوائز
- بلاي بوي بلاي ميت (1985)

## وصلات خارجية
- ديفين ديفاسكويز على موقع IMDb (الإنجليزية)
- ديفين ديفاسكويز على موقع ألو سيني (الفرنسية)
- ديفين ديفاسكويز على موقع أول موفي (الإنجليزية)
- ديفين ديفاسكويز على موقع قاعدة بيانات الأفلام السويدية (السويدية)
- ديفين ديفاسكويز على موقع قاعدة بيانات الفيلم (الإنجليزية)
- ديفين ديفاسكويز على موقع كينوبويسك (الروسية)